# Polyamblyodon germanum
Polyamblyodon germanum är en fiskart som först beskrevs av Barnard, 1934.  Polyamblyodon germanum ingår i släktet Polyamblyodon och familjen havsrudefiskar. Inga underarter finns listade i Catalogue of Life.